# Jamie Browne
Jamie Browne (ur. 3 lipca 1989) – piłkarz z Wysp Dziewiczych Stanów Zjednoczonych występujący na pozycji pomocnika, obecnie zawodnik UWS Upsetters.

## Kariera klubowa
Browne rozpoczynał swoją piłkarską karierę w zespole UWS Upsetters SC.

## Kariera reprezentacyjna
W seniorskiej reprezentacji Wysp Dziewiczych Stanów Zjednoczonych Browne zadebiutował w 2006 roku. Wziął udział w eliminacjach do Mistrzostw Świata 2014, podczas których wpisał się na listę strzelców 6 września 2011 w przegranym 1:8 meczu z Antiguą i Barbudą i był to zarazem jego pierwszy gol w kadrze narodowej. Jego drużyna nie zdołała się zakwalifikować na mundial.